# ギヨーム8世 (アキテーヌ公)
アキテーヌ公ギヨーム8世（フランス語: Guillaume VIII duc d'Aquitaine、1025年ごろ - 1086年9月25日）は、アキテーヌ公およびポワティエ伯ギヨーム6世（在位：1058年 - 1086年）。
出生時はギーの名で洗礼を受ける。
アキテーヌ公ギヨーム5世（大公）とその3番目の妃であったブルゴーニュ公オット＝ギヨームの娘アニェスの第2子。異母兄にギヨーム6世とウード、同母の双子の兄にギヨーム7世、実妹に神聖ローマ皇帝ハインリヒ3世皇后となったアニェスがいる。
はじめはガスコーニュ公（在位：1052年 - 1058年）であり、兄の死後にアキテーヌ公を継承。1053年以降、ギヨーム8世の代よりガスコーニュ公はアキテーヌ公に統一される。
それ以前は母の再婚相手アンジュー伯ジョフロワ2世・マルテルにちなんでギー＝ジョフロワ（Guy-Geoffroi）と呼ばれていた。

## 生涯
幼少で父ギヨーム5世が爵位を異母兄ギヨーム6世に相続させてマイユゼの修道院に隠棲し修道僧となった後に死別し、未亡人となった母アニェスはアンジュー伯ジョフロワ2世と再婚した。
そのため、兄ピエールと共に幼少期をアンジューで過ごした。
父ギヨーム5世の2番目の妻はガスコーニュ公の娘であり、このためガスコーニュはアキテーヌの統治下におかれていた。ギー＝ジョフロワは1052年、兄ギヨーム7世の統治中、年代記者ジャン・ジョールガンによるとギー＝ジョフロワは、アルマニャック家に嫁いだ異母姉アドレー（次兄ウードとは同母の姉弟）の子で甥にあたる当時のガスコーニュ公ベルナール2世トゥマパレルを説得し、15,000ソルで公位を（おそらく無理やり）売買し、ギー＝ジョフロワがガスコーニュ公となる。ガスコーニュを失ったベルナールにはアルマニャック伯領が残された。
1052年にガスコーニュ公となり、1058年にギヨーム7世が嗣子なくして死去したことを受けてアキテーヌ公ギヨーム8世となった。
ギヨーム8世は1064年にバルバストロ（ウエスカ県）を包囲されたアラゴン王ラミロ1世を援けるための連合軍の指導者の1人だった。この連合軍はローマ教皇アレクサンデル2世の提唱によるもので、後の十字軍の先駆となった。
アラゴンと連合軍は都市を征服し、住民を殺害して多くの戦利品を獲得した。しかしアラゴンは翌年にはこの都市を奪還された。
ギヨーム8世の2人の娘がともにイベリア半島の王に嫁いでいることから明らかなように、当時スペインのキリスト教勢力との同盟関係は重要視されていた。

## 子女
ギヨーム8世は3度結婚し、少なくとも5人の子供が知られている。
最初の妃はペリゴール伯アルダベール2世（Aldabert II）の娘ガルサンド（Garsende de Périgord）であったが子供は生まれず、彼女は後に離婚して尼僧となり、サントの修道院に入った。
2人目の妃マティルド（Mathilde）との間には1女が生まれたが、ギヨーム8世は不妊を理由に1068年5月に離婚した。
- アニェス（1052年 - 1078年） - カスティーリャ王アルフォンソ6世の最初の妃[6]。

3人目の妃は又従妹に当たるブルゴーニュ公ロベール1世娘イルドガルド（オデアルドとも）で、彼女との間に以下の子女をもうけた。しかしこの結婚が正当であるという承認を得るために、ギヨーム8世はローマの教皇のもとへ赴かなければならなかった。ギヨーム5世はその際にリュソン大聖堂を焼いている。2人の間には以下の子供がいた。
- ギヨーム（1071年 - 1127年） - アキテーヌ公[7]
- アニェス（1072年 - 1097年） - アラゴン王ペドロ1世妃[5]
- ベアトリス（？ - 1110年） - カスティーリャ王アルフォンソ6世[8][9]と1108年に結婚、アルフォンソにとっては5度目の結婚で最後の王妃[10][11]。結婚した翌年にアルフォンソと死別。寡婦となり後にメーヌ伯エリー1世と再婚し後妻になったとされる[12][13]。
- ユーグ（? - 1126年以降）[10][14]

他、名前不詳の愛人との間に庶子が3人、そのうちの1人は娘であるとされる。
- アニェス（？ - 1151年以降）[10]